# Uppinakudru
Uppinakudru o la "Isla de Sal", es el nombre de una isla en el río Gangavali que se encuentra 6 km hacia el norte del distrito Kundapura Udupi, en el estado de Karnataka, en la India. Es una isla con una pequeña aldea, una vez famosa por el comercio de sal (uppu) y también por los mariscos (recolección de conchas marinas en aguas estancadas). 
Fue aislada de tierra firme de Kundapura y utilizada en el importante transporte que se realizaba solo a través de los barcos. Durante el régimen del Sultán Tippu, la isla Uppinakudru fue un punto fundamental para el almacenamiento de armas. Fue también un destino en la ruta del mar Arábigo hacia Basrur que era un importante centro de comercio hasta el siglo XIX. Los cocoteros se encontraban alrededor de la isla y literalmente la escondían de los piratas, siendo útil hasta el siglo XX al ser este una pueblo que estaba cerca de una ruta de comercio marítimo importante. Los buques destinados a Basrur, (en ese entonces un importante centro de negocios, ahora un pueblo menor) debían pasar por Uppinakudru.